# Saint-Chéron, Essonne
Saint-Chéron är en kommun i departementet Essonne i regionen Île-de-France i norra Frankrike. Kommunen ligger i kantonen Saint-Chéron som tillhör arrondissementet Étampes. År 2022 hade Saint-Chéron 5 176 invånare.

## Befolkningsutveckling
Antalet invånare i kommunen Saint-Chéron
| Referens: INSEE |